# Devil’s Night
Devil's Night – pierwszy album amerykańskiego zespołu hip-hopowego D12. Znajduje się na niej 18 utworów. Producentem wykonawczym płyty jest Eminem. Płyta osiągnęła w USA platynę, sprzedając się w nakładzie ponad miliona egzemplarzy.

## Single
- Purple Pills
- Fight Music

## Lista utworów
Lista utworów:
| Nr | Tytuł                         | Gościnnie   | Producent                              | Czas |
| -- | ----------------------------- | ----------- | -------------------------------------- | ---- |
| 1  | "Public Service Announcement" |             |                                        | 0:49 |
| 2  | "Shit Can Happen"             |             | Kon Artis, Jeff Bass                   | 4:52 |
| 3  | "Pistol Pistol"               |             | Kon Artis, Jeff Bass, DJ Head          | 5:23 |
| 4  | "Bizarre (skit)"              |             |                                        | 1:12 |
| 5  | "Nasty Mind"                  | Truth Hurts | Dr. Dre, Mike Elizondo                 | 4:43 |
| 6  | "Ain't Nuttin' But Music"     |             | Dr. Dre, Mike Elizondo, Scott Storch   | 5:11 |
| 7  | "American Psycho"             |             | Eminem, Jeff Bass, DJ Head             | 4:36 |
| 8  | "That's How (skit)"           |             |                                        | 0:37 |
| 9  | "That's How"                  |             | Kon Artis, Jeff Bass                   | 4:49 |
| 10 | "Purple Pills"                |             | Eminem, Jeff Bass, DJ Head             | 5:05 |
| 11 | "Fight Music"                 |             | Dr. Dre, Scott Storch, Mike Elizondo   | 4:22 |
| 12 | "Instigator"                  |             | Eminem, Jeff Bass                      | 4:58 |
| 13 | "Pimp Like Me"                | Dina Rae    | Eminem, Jeff Bass, DJ Head             | 5:57 |
| 14 | "Blow My Buzz"                |             | Eminem, Jeff Bass                      | 5:10 |
| 15 | "Obie Trice (skit)"           |             |                                        | 1:07 |
| 16 | "Devil's Night"               |             | Eminem, Jeff Bass, DJ Head             | 4:19 |
| 17 | "Steve Berman (skit)"         |             |                                        | 0:50 |
| 18 | "Revelation"                  |             | Dr. Dre, Scott Storch                  | 5:48 |
| 19 | "Girls"                       |             | Eminem, Jeff Bass, DJ Head, Luis Resto | 5:35 |

Limitowana edycja zawiera dodatkowe utwory:
| # | Tytuł               | Producent                  | Czas |
| - | ------------------- | -------------------------- | ---- |
| 1 | "These Drugs"       | Eminem, Jeff Bass, DJ Head | 4:42 |
| 2 | "Words Are Weapons" | Eminem                     | 4:09 |
| 3 | "Shit on You"       | DJ Head                    | 5:14 |

## Pozycje na listach
| Lista | Kraj   | Pozycja |
| ----- | ------ | ------- |
| OLiS  | Polska | 17      |